# Megalopalpus simplex
Megalopalpus simplex är en fjärilsart som beskrevs av Johannes Karl Max Röber 1886. Megalopalpus simplex ingår i släktet Megalopalpus och familjen juvelvingar. IUCN kategoriserar arten globalt som livskraftig. Inga underarter finns listade i Catalogue of Life.